# Distrito de Molėtai
El distrito de Molėtai (lituano: Molėtų rajono savivaldybė) es un municipio-distrito lituano perteneciente a la provincia de Utena.
En 2011 tiene 20 700 habitantes. Su capital es Molėtai.
Se ubica en el este del país. Por su término municipal pasa la carretera A14 que une Vilna con Utena.

## Subdivisiones
Se divide en 11 seniūnijos (entre paréntesis la localidad principal):
- Alantos seniūnija (Alanta)
- Balninkų seniūnija (Balninkai)
- Čiulėnų seniūnija (Toliejai)
- Dubingių seniūnija (Dubingiai)
- Giedraičių seniūnija (Giedraičiai)
- Inturkės seniūnija (Inturkė)
- Joniškio seniūnija (Joniškis)
- Luokesos seniūnija (Molėtai)
- Mindūnų seniūnija (Mindūnai)
- Suginčių seniūnija (Suginčiai)
- Videniškių seniūnija (Videniškiai)